# Eodelphis
Eodelphis — це рід метатерій-стагодонтів з пізньої крейди Північної Америки, з характерними зубами для дроблення. Відомі види: E. browni та більш розвинені E. cutleri. Обидва походять з пізнього кампанського періоду. Провінційного парку динозаврів, Альберта. Зразки також відомі з формації річки Джудіт у Монтані. E. cutleri пов'язаний з маастрихтським родом Didelphodon, на що вказують його збільшені премоляри і більш міцна щелепа. Еодельфіс, ймовірно, був водним хижаком, як і його родич дідельфодон, і, можливо, важив близько 0.6 кг, що робить його одним з найбільших ссавців свого часу.